# KAMUI
KAMUI（カムイ）は七海慎吾の漫画作品。当初は『月刊ステンシル』（エニックス→スクウェア・エニックス刊）で連載されていたが、休刊に伴い同じ出版社の『月刊ガンガンWING』へ移行して連載された。

## あらすじ
「第二の大地震（グランドシンカー）」で、九州と四国が沈み、大打撃を受けた本州。そんな日本に現れた凡庸神（アタナン）。そして、そんな日本を統治するNOA（ノア）に属する若者は巫術（トゥス）と呼ばれる力を持ち、戦う。
遥か北からやって来た「奇跡」を取り戻すためにやって来たという少年・敦真（あつま）は『虎杖丸』と呼ばれる刀の精霊（カムイ）と契約したその力を手に世界を大きく変える。

## 登場人物
声の項はドラマCDのキャスト。
蓮見敦真
声：櫻井孝宏
16歳、1月生まれ。人見知り。6歳のときに兄の空穂に裏切られ、10年もの間監禁生活を送ってきたと言う暗い過去を持つ。NOAに入って変わって、ようやく自分の居場所を感じられた。
瀬能菫
声：久川綾
風の巫術を使うNOAの三大幹部の一人、天将。敦真の言葉に惹かれ、彼をNOAに迎え入れる。
橘朱衣
声：森川智之
18歳、横浜生まれ。数少ない敦真の理解者。藍花の幼馴染、火の巫術（トゥス）を使う。空穂と声が似ている。女性にもてる、自由人。
春日藍花
声：桑島法子

剣城紫貴
声：小西克幸

相模灰人
声：諏訪部順一

九利生柳
声：石田彰

蓮見空穂
声：森川智之 / 少年時代：宮野真守
敦真の10歳上の兄だが、弟を平然と裏切る。
虎杖丸
声：朴璐美
お子様カムイ。
鈴村杏
声：堀江由衣

## 書籍
1～5巻はエニックス、6～11巻はスクウェア・エニックスより出版。全11巻。
1. 2001年8月発売 ISBN 4757505051
2. 2001年12月発売 ISBN 475750604X
3. 2002年5月27日発売 ISBN 4757506910
4. 2002年10月発売 ISBN 4757508158
5. 2003年3月発売 ISBN 475750912X
6. 2003年10月27日発売 ISBN 4757510535
7. 2004年4月27日発売 ISBN 4757511922
8. 2004年12月27日発売 ISBN 4757513011
9. 2005年4月27日発売 ISBN 4757514182
10. 2005年11月26日発売 ISBN 475751560X
11. 2006年3月27日発売 ISBN 4757516479

## ドラマCD
2004年12月24日にフロンティアワークスから発売。